# Samoorganizująca się krytyczność

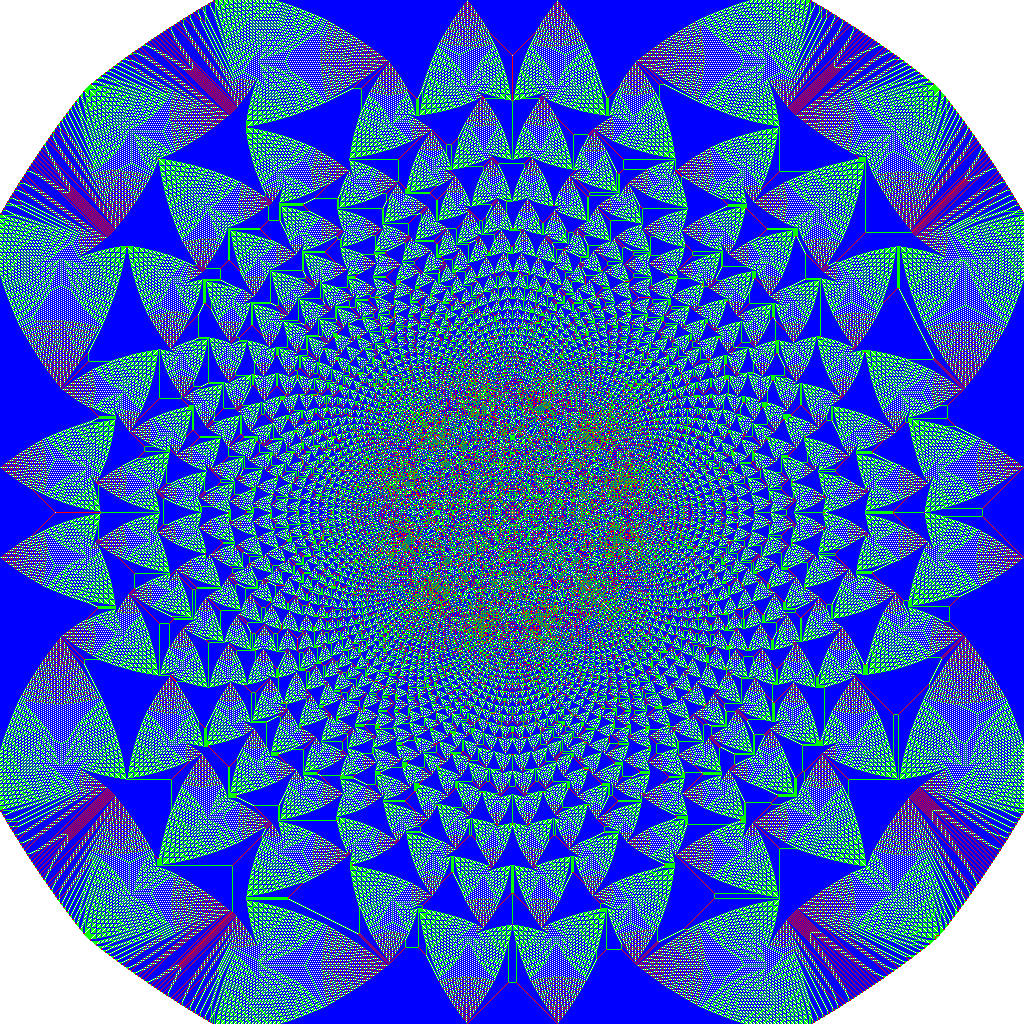
Obraz 2d – usyp piasku BTW, oryginalnego modelu samoorganizującej się krytyczności.

Samoorganizująca się krytyczność (ang. self-organized criticality (SOC)) – właściwość układów dynamicznych, których atraktorem jest punkt krytyczny. Ich zachowanie makroskopowe wykazuje przestrzenną lub czasową niezmienność skali charakterystyczną dla punktu krytycznego przejścia fazowego, ale bez potrzeby dostrajania parametrów kontrolnych do dokładnej wartości, ponieważ system samodzielnie dostraja się, gdy ewoluuje w kierunku krytyczności.
Pomysł został przedstawiony przez Pera Baka, Chao Tanga i Kurta Wiesenfelda („BTW”) w artykule opublikowanym w 1987 roku w „Physical Review Letters” i został uznany za jeden z mechanizmów powstawania złożoności w naturze. Jego założenia zostały zastosowane w tak różnych dziedzinach, jak geofizyka, kosmologia fizyczna, biologia ewolucyjna i ekologia, obliczenia inspirowane biologią i optymalizacja (matematyka), ekonomia, grawitacja kwantowa, socjologia, fizyka Słońca, fizyka plazmy, neurobiologia i inne.
SOC jest zwykle obserwowana w układach nierównowagowych, będących modelami powolnie przeprowadzanych procesów, z wieloma stopniami swobody i silnie nieliniową dynamiką. Od czasu opublikowania oryginalnego artykułu BTW zaobserwowano wiele innych przykładów, ale do tej pory nie jest znany zestaw ogólnych cech, które gwarantowałyby, że system będzie wykazywał SOC.

## Przegląd
Samoorganizująca się krytyczność jest jednym z licznych ważnych odkryć dokonanych w fizyce statystycznej i dziedzinach pokrewnych w drugiej połowie XX wieku. Odnoszą się one w szczególności do badania złożoności przyrody. Przykładem jest badanie automatów komórkowych, począwszy od wczesnych odkryć Stanisława Ulama i Johna von Neumanna, aż po Grę w życie Johna Conwaya i obszerne prace Stephena Wolframa. Ich publikacje jasno pokazały, że złożoność może być generowana jako emergentna cecha rozbudowanych systemów z prostymi interakcjami lokalnymi. W podobnym okresie obszerna praca Benoîta Mandelbrota na temat fraktali wykazała, że znaczna złożoność natury może być opisana przez pewne wszechobecne prawa matematyczne, podczas gdy szeroko zakrojone badania przejść fazowych przeprowadzone w latach 60. zjawiska samopodobne lub niezależne od skali takie jak fraktale i zależności wykładnicze pojawiły się w punkcie krytycznym między fazami.
Termin samoorganizująca się krytyczność został po raz pierwszy wprowadzony w artykule Baka, Tanga i Wiesenfelda w 1987 roku, który połączył jednoznacznie ze sobą pewne czynniki. Wykazano, że prosty automat komórkowy wytwarza kilka charakterystycznych cech obserwowanych w naturalnej złożoności (geometria fraktalna, różowy szum (1/f) i zależność wykładnicza) w sposób, który można powiązać ze zjawiskami punktu krytycznego. Jednak co najważniejsze, w artykule podkreślono, że obserwowana wyraźna złożoność nie zależała od precyzyjnie dostrojonych szczegółów systemu: zmienne parametry w modelu można było szeroko zmieniać bez wpływu na pojawienie się zachowań krytycznych: stąd samoorganizująca się krytyczność. Zatem kluczowym rezultatem artykułu BTW było odkrycie mechanizmu, dzięki któremu pojawienie się złożoności wynikających z prostych lokalnych interakcji może być spontaniczne – a zatem prawdopodobnego jako źródło naturalnej złożoności – a nie takie, które możliwe by było tylko w sztucznych sytuacjach, w których parametry kontrolne są dostrojone do precyzyjnych wartości krytycznych. Wedle alternatywnego poglądu SOC pojawia się, gdy krytyczność jest powiązana z wartością zerową parametrów kontrolnych.
Pomimo dużego zainteresowania i wyników badań wynikających z hipotezy SOC, nie ma ogólnej zgody co do jej mechanizmów w abstrakcyjnej matematycznej formie. Bak Tang i Wiesenfeld oparli swoją hipotezę na zachowaniu ich modelu piaskownicy.

## Modele krytyczności samoorganizującej się
W porządku chronologicznym powstania:
- Model stick-slip błędu awarii[11][3]
- Model Baka – Tanga – Wiesenfelda
- Model pożaru lasu
- Model Olamiego – Federa – Christensena
- Model Baka-Sneppena

## Samoorganizująca się krytyczność w przyrodzie

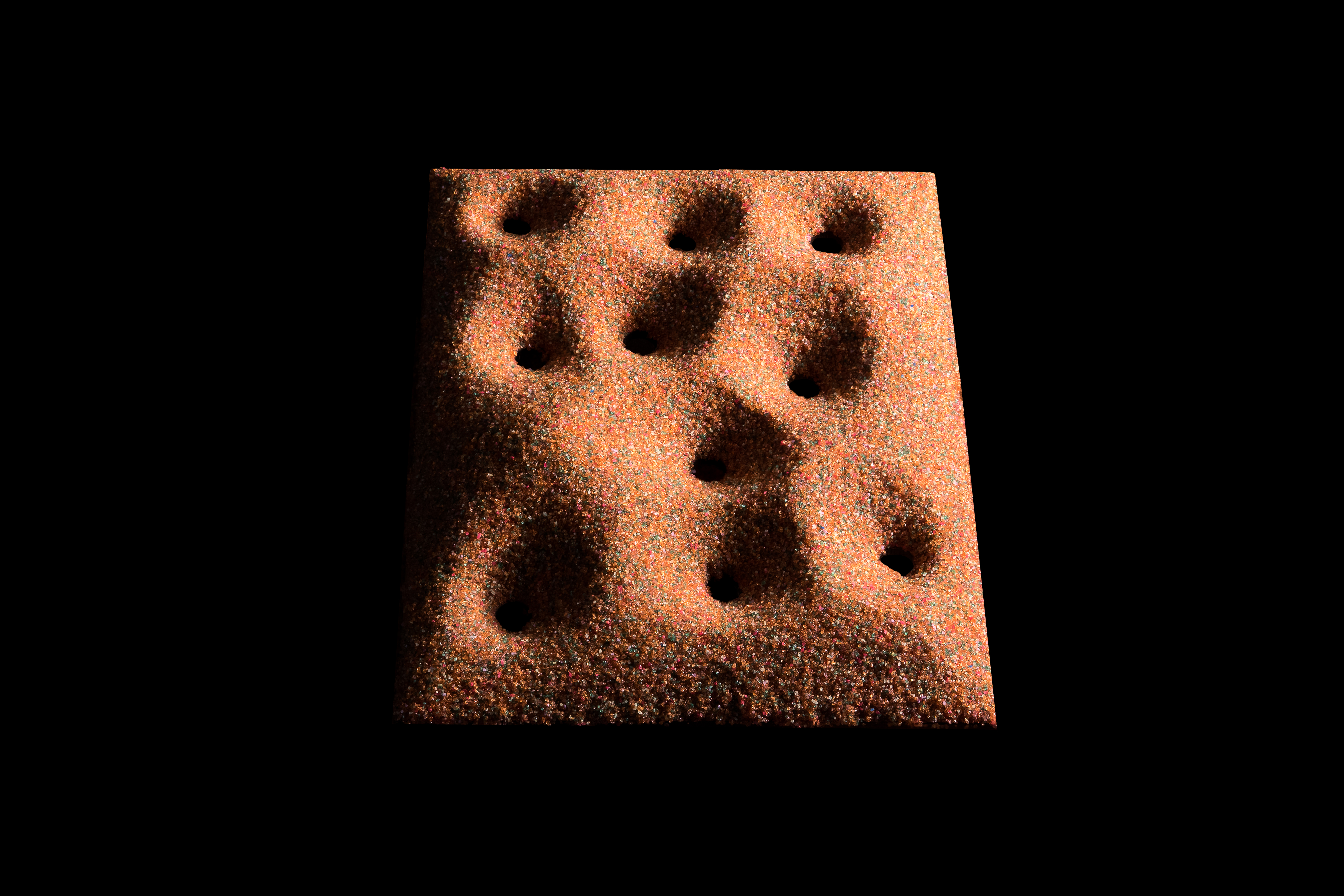
Znaczenie SOC dla dynamiki prawdziwego piasku zostało zakwestionowane.

SOC stała się silną kandydatką do wyjaśnienia wielu zjawisk naturalnych, w tym:
- Skala trzęsień ziemi (prawo Gutenberga-Richtera) i częstotliwość wstrząsów wtórnych (prawo Omori)[11][3]
- Wahania w systemach ekonomicznych, takich jak rynki finansowe (odniesienia do SOC są powszechne w ekonofizyce)[12][13]
- Ewolucja białek[14][15]
- Pożary lasów[16]
- Lawiny neuronowe w korze mózgowej[7][17][18][19]
- Emisja akustyczna pękających materiałów[20]

Pomimo licznych zastosowań SOC w wyjaśnianiu zjawisk naturalnych, uniwersalność teorii została zakwestionowana. Eksperymenty z prawdziwymi usypami ryżu wykazały, że ich dynamika jest znacznie bardziej wrażliwa na parametry, niż pierwotnie przewidywano. Wykazano również, że skalowanie przez 1/f w zapisach EEG jest niezgodne ze stanami krytycznymi. Zatem to, czy SOC jest podstawową właściwością systemów neuronowych, pozostaje tematem otwartym i kontrowersyjnym.

## Samoorganizująca się krytyczność i optymalizacja
Odkryto, że lawiny z procesu SOC znajdują zastosowanie jako wzorce w poszukiwaniu na chybił trafił optymalnych rozwiązań na grafach. Przykładem takiego problemu optymalizacyjnego jest kolorowanie grafu. Jak się okazuje, proces SOC pomaga procesowi optymalizacji uniknąć utknięcia w lokalnym optimum bez użycia jakiegokolwiek schematu wyżarzania, jak sugerowano we wcześniejszych pracach na temat optymalizacji ekstremalnej.